# 필리핀 국립 은행
필리핀 국립 은행(영어: Philippine National Bank 필리핀 내셔널 뱅크[*] / 타갈로그어: Bangko Nasyonal ng Pilipinas 방코 나쇼날 낭 필리피나스)는 필리핀의 은행이다.